# Ford Mustang GT3
Chronologie des modèles
Ford GT
La Ford Mustang GT3 est une voiture de course développée conjointement par le constructeur américain Ford répondant à la réglementation technique GT3.

## Aspects techniques
Le 28 janvier 2022, Ford avait annoncé son retour en GT3 avec une toute nouvelle Mustang qui sera disponible pour les clients à partir des 24 Heures de Daytona 2024.
La Ford Mustang GT3 est une voiture de Grand tourisme répondant à la réglementation technique GT3. Celle-ci est donc éligible à de nombreuses compétitions automobiles telles que celles organisées par l'ACO, l'IMSA ou le SRO.
Elle est basée que la Ford Mustang VII et a été conçue par Ford Performance et Multimatic.
Elle est équipée d’un Moteur V8 Coyote de 5,4 l développé par Ford Performance et construit par M-Sport.
Le 15 septembre 2022, Ford avait présenté les premières images de la Ford Mustang GT3.
Le 19 juin 2023, Ford avait présenté la Ford Mustang GT3 dans le cadre des 24 Heures de Daytona 2023.

## Histoire en compétition
Le 28 janvier 2022, dans le cadre de la présentation du retour de Ford dans la catégorie GT3, Ford avait annoncé l'engagement de deux Ford Mustang GT3 dans la catégorie GTD Pro des WeatherTech SportsCar Championship 2024.
Le 19 juin 2023, dans le cadre des 24 Heures du Mans 2023, Ford avait annoncé l'engagement de deux Ford Mustang GT3 dans la catégorie GT3 du Championnat du monde d'endurance FIA 2024 en partenariat avec l'écurie allemande Proton Competition.